# Ypsolopha strigosus
Ypsolopha strigosa là một loài bướm đêm thuộc họ Ypsolophidae. Nó được tìm thấy ở Nhật Bản, Hàn Quốc, Trung Quốc và Nga.
Sải cánh dài 23–26 mm.